# Любичич, Крешо
Кре́шо Лю́бичич (хорв. Krešo Ljubičić; 26 сентября 1988, Ханау) — хорватский футболист, полузащитник швейцарского клуба «Винтертур». Выступал за молодёжную сборную Хорватии до 21 года.

## Биография

### Клубная карьера
В 7 лет попал в молодёжную команду «Германия» из города Дёрнигхайм. После 10 лет выступал в академии клуба «Айнтрахт» из Франкфурта-на-Майне. В 2007 году начал выступать за вторую команду «Айнтрахта». За основной состав в Бундеслиге дебютировал 1 декабря 2007 года в матче против «Вольфсбурга» (2:2), Любичич вышел на 80 минуте вместо Фатона Тоски. Всего за «Айнтрахт» провёл 6 матчей. Летом 2009 года перешёл в сплитский «Хайдук». «Хайдук» за Любичича заплатил 200.000 евро. В чемпионате Хорватии дебютировал 29 августа 2009 года в матче против загребского «Локомотива» (1:0), Любичич вышел на 76 минуте вместо Ахмада Шарбини.

### Карьера в сборной
Выступал за юношеские сборные Хорватии до 17 лет и до 19 лет. В молодёжной сборной Хорватии дебютировал 17 ноября 2007 года в матче против Греции (3:4), Любичич забил гол на 4 минуте, а на 73 минуте был заменён на Анте Рукавина.

## Достижения
- Обладатель Кубка Хорватии: 2012/13